# 3062 Wren
3062 Wren è un asteroide della fascia principale del diametro medio di circa 24,97 km. Scoperto nel 1982, presenta un'orbita caratterizzata da un semiasse maggiore pari a 3,0204371 UA e da un'eccentricità di 0,1093834, inclinata di 11,33676° rispetto all'eclittica.